# Dorothy Haines Hoover
Dorothy Haines Hoover (Toronto, Ontario, 1904-1995) fue una artista canadiense.   

## Biografía
Dorothy Haines Hoover estudió arte con su padre, Frederick S. Haines, hábil pintor y grabador. En 1924 se licenció en Historia Moderna por la Universidad de Toronto y, tras graduarse, empezó a trabajar como guía en el Museo Real de Ontario. En 1947, impartió clases en el programa de posguerra de Estudios de Investigación Museística del Ontario College of Art. De 1952 a 1968 fue profesora y jefa de la biblioteca del colegio, además de redactora del boletín de antiguos alumnos.
En 1987, la biblioteca del Ontario College of Art and Design pasó a llamarse The Dorothy. H. Hoover en honor a sus años de servicio a la escuela. Aunque Hoover estudió arte con su padre de joven, no fue hasta su matrimonio con G.L.J. Hoover, en la década de 1930, cuando empezó a dedicarse más seriamente a su propia práctica. 
Durante su carrera expuso en la Sociedad de Artistas de Ontario y en la Real Academia Canadiense de Artes (1933-1937). Hoover es conocida por sus bodegones florales, paisajes y escenas costeras, realizados en acuarela y óleo.Es conocida por sus pinturas al óleo de paisajes y escenas de naturalezas muertas. 

## Reseñas de exposiciones
- Exposición anual de la Real Academia Canadiense: (Montreal, ) "The Fifty-Sixth Exhibition of the Canadian Academy". Montreal Star. p.13.   [7]
- Exposición anual de la Real Academia Canadiense: (Montreal, ) "Art Gallery Scene of R.C.A. Exhibition. Paintings and Other Works from Various Canadian Points Total 444. Much Good Portraiture. Much Good Portraiture". Gazette (Montreal) . p.19. [8]
- Royal Canadian Academy Annual Exhibition: (Montreal, ) "Royal Canadian Academy Show is Opened at Art Association. Portraiture Represented by Good Examples and Landscapes as Usual Predominate". Gazette (Montreal) . p.12. [9]